# Le crime est notre affaire (recueil)
Associés contre le crime
Pour les articles homonymes, voir Le crime est notre affaire et Partners in Crime.
Le crime est notre affaire (Partners in Crime) est un recueil de quinze nouvelles d'Agatha Christie paru en 1929 au Royaume-Uni et aux États-Unis, mettant en scène les deux personnages Tuppence et Tommy Beresford.
En France, le recueil est publié en 1972 en deux volumes : Associés contre le crime et Le crime est notre affaire. En 1990, dans le cadre de la collection « Les Intégrales du Masque », les nouvelles sont rassemblées dans un seul recueil titré Le crime est notre affaire.
Dans chaque nouvelle, Agatha Christie s'amuse à parodier le style des détectives créés par les auteurs de policiers en vogue à cette époque.

## Composition du recueil

### 1errecueil:Associés contre le crime
1. Une fée dans l'appartement (A Fairy in the Flat) (nouvelle introductive)
2. Une tasse de thé (A Pot of Tea)
3. L'Affaire de la perle rose (The Affair of the Pink Pearl) — Nouvelle répartie en deux chapitres (3 et 4) dans l’Intégrale en 1990
4. L'Affaire du sinistre étranger (The Adventure of the Sinister Stranger) — Nouvelle titrée « Le Sinistre Inconnu », dans l’Intégrale (chapitres 5 et 6)
5. L'Homme habillé de journaux (The Gentleman Dressed in Newspaper) — Nouvelle titrée « Impasse au roi » (chapitre 7) et « L'Homme habillé de journaux » (chapitre 8), dans l’Intégrale
6. La Femme disparue (The Case of the Missing Lady) — Nouvelle titrée « L'Affaire de la femme disparue », dans l’Intégrale (chapitre 9)
7. Colin-maillard (Blindman's Buff) — Nouvelle titrée « Colin-maillard », dans l’Intégrale (chapitre 10)
8. L'Homme dans le brouillard (The Man in the Mist) — Nouvelle titrée « L'Homme dans la brume », dans l’Intégrale (chapitres 11 et 12)

### 2erecueil:Le crime est notre affaire
1. Le Faux monnayeur (The Crackler) — Nouvelle titrée « Le Craqueur », dans l’Intégrale (chapitres 13 et 14)
2. Le Mystère de Sunningdale (The Sunningdale Mystery) — Nouvelle titrée « Le Mystère de Sunningdale », dans l’Intégrale (chapitres 15 et 16)
3. La Maison de la mort (The House of Lurking Death) — Nouvelle titrée « La Maison de la mort qui rôde », dans l’Intégrale (chapitres 17 et 18)
4. Alibi irréfutable (The Unbreakable Alibi) — Nouvelle titrée « Un alibi inattaquable », dans l’Intégrale (chapitre 19)
5. La Fille du clergyman (The Clergyman's Daughter) — Nouvelle titrée « La Fille du pasteur » (chapitre 20) et « La Maison rouge » (chapitre 21), dans l’Intégrale
6. Les Chaussures de l'ambassadeur (The Ambassador's Boots) — Nouvelle titrée « Les Chaussures de l'ambassadeur », dans l’Intégrale (chapitre 22)
7. L'Agent n°16 (The Man Who Was No. 16) — Nouvelle titrée « Le Numéro 16 », dans l’Intégrale (chapitre 23)

## Élaboration du recueil
Dans chaque nouvelle, Agatha Christie s'amuse à parodier le style des détectives créés par les auteurs de policiers en vogue à cette époque; les personnages principaux eux-mêmes invoquent ce fait, essayant d'imiter ces détectives. Elle déclare quelques années plus tard dans son autobiographie (1977) qu'elle ne reconnait même plus certains des détectives, complètement oubliés depuis.

## Éditions
- (en) Partners in Crime, New York, Dodd, Mead and Company, 1929, 277 p.
- (en) Partners in Crime, Londres, William Collins, Sons, 16 septembre 1929, 256 p.
- Le crime est notre affaire (trad. Claire Durivaux), Paris, Librairie des Champs-Élysées, coll. « Le Masque » (no 1221), 1972, 186 p. (BNF 35120926)
Associés contre le crime (trad. Claire Durivaux), Paris, Librairie des Champs-Élysées, coll. « Le Masque » (no 1219), 1972, 186 p. (BNF 35109381)
- Le crime est notre affaire, dans : Œuvres complètes : Agatha Christie (trad. de l'anglais), t. 18, Paris, Librairie des Champs-Élysées, 1976, 443 p. (ISBN 2-7024-0486-3, BNF 34695635)
- Le crime est notre affaire (trad. Janine Alexandre, pp. 825-1036), dans : L'Intégrale : Agatha Christie (préf. Jacques Baudou), t. 2 : Les années 1926-1930, Paris, Librairie des Champs-Élysées, coll. « Les Intégrales du Masque », 1990, 1268 p. (ISBN 2-7024-2087-7, BNF 35338232)

## Adaptations
- 1983 : Le crime est notre affaire (Agatha Christie's Partners in Crime), série télévisée britannique en 10 épisodes diffusée sur ITV, avec James Warwick et Francesca Annis dans les rôles de Tommy et Tuppence Beresford ;
- 2008 : Le crime est notre affaire, comédie policière française de Pascal Thomas, avec André Dussollier et Catherine Frot dans les rôles de Tommy et Tuppence Beresford. Le film adapte en fait un autre roman, Le Train de 16 h 50, dont le personnage principal original est Miss Marple.